# Schlacht bei Naissus
Die Schlacht bei Naissus fand im Sommer des Jahres 269 in der Nähe des heutigen Niš in Serbien statt.

## Vorgeschichte
Seit dem Jahre 238 wurde das Römische Reich wiederholt von Einfällen der Goten heimgesucht. In den – von kurzen Unterbrechungen abgesehen – jahrzehntelang andauernden Auseinandersetzungen wurden große Teile der Balkanhalbinsel verwüstet. Im Juni des Jahres 251 fielen Kaiser Decius und dessen Sohn und Mitkaiser Herennius Etruscus in der Schlacht von Abrittus, nachdem sie der Gotenkönig Kniva in einen Hinterhalt gelockt hatte. Zwar gelang es den Nachfolgern des Decius, die Situation etwas zu stabilisieren, doch sollte es bald zu einer Invasion ungekannten Ausmaßes kommen.

## Die Goteninvasion des Jahres 267
Im Jahre 267 brachen gotische Heerscharen, begleitet vom Stamme der Heruler, vom Nordufer des Asowschen Meeres mit angeblich 2.000 Schiffen und 320.000 Mann in Richtung des Ägäischen Meeres auf. Dort angekommen, suchten sie die zahlreichen Ziele des Ägäisraumes heim, unter anderem Kreta, Rhodos und Zypern. Während der Belagerung Athens, soll sich, wenn man der (häufig unzuverlässigen) Historia Augusta glauben will, der Historiker Publius Herennius Dexippus ausgezeichnet haben, der eine Bürgermiliz zusammengestellt und die Invasoren damit vertrieben haben soll. Kaiser Gallienus gelang es, im Frühjahr des Jahres 268 den Kriegerscharen der Goten und Heruler auf ihrem Weg nach Makedonien am Flusse Nestos entgegenzutreten und ihnen eine empfindliche Niederlage beizubringen. Doch bevor er weiter gegen die Invasoren vorgehen konnte, wurde er aufgrund der Rebellion seines Heerführers Aureolus, welchen er mit der Sicherung Oberitaliens betraut hatte, nach Italien zurückgerufen, wo er noch im gleichen Jahr einer Verschwörung seiner illyrischen Offiziere zum Opfer fiel.

## Claudius Gothicus, die Schlacht von Naissus und ihre Folgen
Der neue Kaiser, Marcus Aurelius Claudius (den Beinamen Gothicus erhielt er postum), brach unverzüglich zu einem Feldzug gegen die noch immer die Balkanhalbinsel verwüstenden Kriegerscharen auf. Einem Teil der Goten, angeblich 50.000 Mann, stellte er sich in der Nähe von Naissus, dem heutigen Niš in Serbien, zur Schlacht. Noch bevor es zum Kampfe kam, liefen die Heruler zu Claudius über. Es gelang ihm, einen vollständigen Sieg zu erringen. Zwischen 30.000 und 50.000 Goten sollen auf dem Schlachtfeld zurückgeblieben sein. Dieser Sieg ermöglichte es den Römern, die übrigen auf der Balkanhalbinsel umherstreifenden Goten anzugreifen und zu vernichten.
Von einigen Forschern wie Andreas Alföldi wurde die Theorie vertreten, in Wirklichkeit habe die Schlacht bei Naissus noch während der Regierungszeit des Gallienus und unter dessen Oberbefehl stattgefunden. Die heute vorliegenden Quellen, die allesamt aus einer späteren Zeit stammen, hätten den Sieg demnach fälschlich Kaiser Claudius „Gothicus“ zugeschrieben, da Gallienus bei ihnen wenig beliebt war und Claudius als angeblichem Stammvater der konstantinischen Dynastie dadurch ein ruhmreicher Sieg nachgesagt werden konnte. Diese Vermutung wird jedoch heute überwiegend abgelehnt und Claudius als der tatsächliche Oberbefehlshaber in der Schlacht bei Naissus angesehen.